# NGC 882
NGC 882 este o galaxie lenticulară situată în constelația Berbecul. A fost descoperită în 11 ianuarie 1831 de către John Herschel. Se află la o distanță de 52,68 de megaparseci de Pământ.